# Могила (община Могила)
 Тази статия е за село Могила в Северна Македония.  За други значения вижте Могила (пояснение).  
Могила (на македонска литературна норма: Могила) е село в южната част на Северна Македония, център на едноименната община.

## География
Селото е разположено на 580 m надморска височина в областта Пелагония, на 10 km северно от град Битоля, на пътя, свързващ Битоля с Прилеп.

## История
Църквата в селото „Свети Архангел Михаил“ е изградена в 1847 година. В XIX век Могила е българско село в Битолска кааза на Османската империя.
Според статистиката на Васил Кънчов („Македония. Етнография и статистика“) от 1900 година Могила има 850 жители, всички българи християни.
На Етнографската карта на Битолския вилает на Картографския институт в София от 1901 година Могила е чисто българско село в Битолската каза на Битолския санджак с 89 къщи.
На 21 май 1903 година чета на ВМОРО от 20 души, начело с Парашкев Цветков, води тежък бой при Могила.
В началото на XX век българското население на селото е под върховенството на Българската екзархия. По данни на секретаря на екзархията Димитър Мишев („La Macédoine et sa Population Chrétienne“) през 1905 година в Могила има 736 българи екзархисти и работи българско училище. Към 1906-1907 година енорийски свещеник в Могила е Тасе Грозданов.
В края на XIX и началото на ХХ век местните жители се включват в борбата на ТМОРО. На 8 май 1903 година в къщата на Никола Мешков турски части откриват и след продължително сражение и употреба на артилерия унищожават четата на войводата Парашкев Цветков. Разрушени са няколко къщи, трима мъже и две жени от селото са убити, други са ранени.
В началото на юли 1905 година, след убийството на потераджията Шефки (притежаващ чифлик в селото) от Иван Димов – Пашата жителите на Могила са подложени на репресии от османска военна част.
През септември 1910 година селото пострадва по време на обезоръжителната акция на младотурците.
По време на българското управление на Вардарска Македония през Първата световна война Карамани е част от Кукуречанска община в Битолска селска околия и има 855 жители.
По време на българското управление във Вардарска Македония в годините на Втората световна война, Христо Светиев от Битоля е български кмет на Могила от 24април 1944 година до 9 септември 1944 година.
Населението на селото намалява вследствие на емиграция към Битоля, Скопие, Прилеп, Европа и презокеанските земи.
В началото на ХХІ век Могила е едно от най-големите в Северна Македония, общински център на редица села в Пелагония.
Според преброяването от 2002 година селото има 1526 жители, от които 1525 северномакедонци и един друг.
| Година    | 1948 | 1953 | 1961 | 1971 | 1981 | 1991 | 1994 | 2002 |
| --------- | ---- | ---- | ---- | ---- | ---- | ---- | ---- | ---- |
| Население | 1480 | 1703 | 2038 | 2282 | 2510 | 2285 | 1576 | 1526 |

| Националност     | Всичко |
| северномакедонци | 1525   |
| албанци          | 0      |
| турци            | 0      |
| цигани           | 0      |
| власи            | 0      |
| сърби            | 0      |
| бошняци          | 0      |
| други            | 1      |

## Личности
Родени в Могила
- Андон Попахтаров (1878 – ?), български революционер
- Георги Никола, българин, православен, арестуван преди април 1904 година, обвинен в „помагане, движейки делата на българската бунтовническа организация“, осъден от Извънредния съд на 3 години каторга, лежал в Битолския затвор, амнистиран с общата амнистия от 12 април 1904 година[15]
- Диме Поптале, българин, православен, арестуван преди април 1904 година, обвинен в „даване на убежище на българските бунтовници и употреба на оръжие против султанската войска“, осъден от Извънредния съд на 7 години каторга, лежал в Битолския затвор, амнистиран с общата амнистия от 12 април 1904 година[16]
- Димитри Ристе, българин, православен, арестуван преди април 1904 година, обвинен в „даване на убежище на българските бунтовници и употреба на оръжие против султанската войска“,[16] осъден от Извънредния съд на 7 години каторга, лежал в Битолския затвор, амнистиран с общата амнистия от 12 април 1904 година[17]
- Димче Сарванов – Могилчето (1879 – 1907), български революционер
- Захария Шумлянска (1864 – 1937), българска просветна деятелка
- Никола Мешков, български революционер, кмет на Могила
- Никола Стефо Сукале, българин, православен, арестуван преди април 1904 година,[18] обвинен като „разбунтуване, присъединявайки се към българския бунтовнически комитет“, осъден от Извънредния съд на 5 години каторга, лежал в Битолския затвор, амнистиран с общата амнистия от 12 април 1904 година[19]
- Петко (? - 1908), селски войвода на ВМОРО[20][21]
- Петре, хайдутин от XVII век, заловен заедно с Дуде Йованов[22]
- Петре Попмарко, българин, православен, арестуван преди април 1904 година, обвинен в „даване на убежище на българските бунтовници и употреба на оръжие против султанската войска“, осъден от Извънредния съд на 7 години каторга, лежал в Битолския затвор, амнистиран с общата амнистия от 12 април 1904 година[16]
- Стоян Боше, българин, православен, арестуван преди април 1904 година, обвинен в „даване на убежище на българските бунтовници и употреба на оръжие против султанската войска“, осъден от Извънредния съд на 7 години каторга, лежал в Битолския затвор, амнистиран с общата амнистия от 12 април 1904 година[16]
- Тале Огнан, българин, православен,[23] арестуван преди април 1904 година, обвинен в „даване на убежище на българските бунтовници и употреба на оръжие против султанската войска“, осъден от Извънредния съд на 7 години каторга, лежал в Битолския затвор, амнистиран с общата амнистия от 12 април 1904 година[16]
- Тодор Гроздан, българин, православен, арестуван преди април 1904 година, обвинен в „помагане с приемане на комитите в своята къща, които убили полицая Сеид ефенди и жандармерийския мухтар“, осъден от Извънредния съд на 8 години каторга, лежал в Битолския затвор, амнистиран с общата амнистия от 12 април 1904 година[24]

Починали в Могила
- дядо Андрей Петров Блажевски (Расолковски) (1861 – 1903), български хайдутин и революционер
- Димитър Филдишев (? – 1903), български революционер, секретар на четата на Парашкев Цветков
- Парашкев Цветков (1875 – 1903) – български революционер
- Кочо Песнаджиев (? – 1903), български революционер от ВМОРО
- Неделчо (Неделю) Попов Денев, български военен деец, поручик, загинал през Първата световна война[25]
- Стойче Летник (1869 – 1909), български революционер, деец на ВМОРО
- Тома Никлев (1860 – 1909), български революционер от ВМОРО